# Tell Abu Marya
Tell Abu Marya est une localité située dans les Monts Sinjar, dans le nord-ouest de l'Irak.
Elle correspond à l'ancienne ville mésopotamienne Apqu.